# Собочани
Собочани (хорв. Sobočani) — населений пункт у Хорватії, в Загребській жупанії у складі громади Клоштар-Іванич.

## Населення
Населення за даними перепису 2011 року становило 460 осіб.
Динаміка чисельності населення поселення:

## Клімат
Середня річна температура становить 10,96 °C, середня максимальна – 25,36 °C, а середня мінімальна – -5,82 °C. Середня річна кількість опадів – 853 мм.
| Клімат поселення                              | Клімат поселення | Клімат поселення | Клімат поселення | Клімат поселення | Клімат поселення | Клімат поселення | Клімат поселення | Клімат поселення | Клімат поселення | Клімат поселення | Клімат поселення | Клімат поселення | Клімат поселення |
| Показник                                      | Січ.             | Лют.             | Бер.             | Квіт.            | Трав.            | Черв.            | Лип.             | Серп.            | Вер.             | Жовт.            | Лист.            | Груд.            |                  |
| Середній максимум, °C                         | 6,11             | 8,13             | 12,61            | 17,13            | 22,41            | 25,36            | 24,58            | 23,92            | 19,89            | 14,84            | 9,18             | 5,07             |                  |
| Середня температура, °C                       | 0,14             | 2,16             | 6,64             | 11,16            | 16,46            | 19,41            | 20,94            | 20,28            | 16,25            | 11,20            | 5,54             | 1,41             |                  |
| Середній мінімум, °C                          | −5,82            | −3,8             | 0,67             | 5,19             | 10,48            | 13,44            | 17,28            | 16,63            | 12,58            | 7,55             | 1,90             | −2,23            |                  |
| Норма опадів, мм                              | 49               | 48               | 56               | 65               | 76               | 91               | 78               | 81               | 79               | 80               | 85               | 65               |                  |
| Середньомісячна швидкість вітру, м/с          | 1.96             | 2.18             | 2.57             | 2.40             | 2.24             | 2.03             | 2.00             | 1.80             | 1.84             | 1.90             | 2.00             | 1.99             |                  |
| Середньомісячна сонячна радіація, кДж/м²·день | 4166             | 6926             | 10620            | 15153            | 19331            | 21278            | 22242            | 19421            | 14298            | 8835             | 4602             | 3362             |                  |
| --------------------------------------------- | ---------------- | ---------------- | ---------------- | ---------------- | ---------------- | ---------------- | ---------------- | ---------------- | ---------------- | ---------------- | ---------------- | ---------------- | ---------------- |
| Джерело:                                      |                  |                  |                  |                  |                  |                  |                  |                  |                  |                  |                  |                  |                  |